# Championnats de France de patinage artistique 1977
Navigation
Championnats de France 1976 Championnats de France 1978
Les championnats de France de patinage artistique 1977 ont eu lieu en décembre 1976 au palais des sports Pierre de Coubertin à Amiens pour 3 épreuves : simple messieurs, simple dames et couple artistique. 
La patinoire municipale de Tours a accueilli l'épreuve de danse sur glace.

## Faits marquants
- Marie-Claude Bierre conquiert son sixième et dernier titre de championne de France.

## Podiums
| Épreuves                            | Or                             | Argent                             | Bronze                           |
| Messieurs résultats détaillés       | Jean-Christophe Simond         | Pierre Lamine                      | Gilles Beyer                     |
| Dames résultats détaillés           | Marie-Claude Bierre            | Anne-Sophie de Kristoffy           | Marie-Reine Le Gougne            |
| Couples résultats détaillés         | Sabine Fuchs / Xavier Videau   | Catherine Brunet / Philippe Brunet | Véronique Levan / Philippe Ramon |
| Danse sur glace résultats détaillés | Muriel Boucher / Yves Malatier | Martine Olivier / Yves Tarayre     | Catherine Nicod / Roland Teyssot |

## Détails des compétitions
(Détails des compétitions encore à compléter)

### Messieurs
| Rang    | Nom                    |
| ------- | ---------------------- |
| 1       | Jean-Christophe Simond |
| 2       | Pierre Lamine          |
| 3       | Gilles Beyer           |
| 4       | Patrice Macrez         |
| ...     |                        |
| Forfait | Christophe Boyadjian   |

### Dames
| Rang | Nom                      |
| ---- | ------------------------ |
| 1    | Marie-Claude Bierre      |
| 2    | Anne-Sophie de Kristoffy |
| 3    | Marie-Reine Le Gougne    |
| ...  |                          |

### Couples
| Rang | Nom                                |
| ---- | ---------------------------------- |
| 1    | Sabine Fuchs / Xavier Videau       |
| 2    | Catherine Brunet / Philippe Brunet |
| 3    | Véronique Levan / Philippe Ramon   |
| ...  |                                    |

### Danse sur glace
| Rang | Nom                              |
| ---- | -------------------------------- |
| 1    | Muriel Boucher / Yves Malatier   |
| 2    | Martine Olivier / Yves Tarayre   |
| 3    | Catherine Nicod / Roland Teyssot |
| ...  |                                  |

## Sources
- Le livre d'or du patinage d'Alain Billouin, édition Solar, 1999